# Сердар, Суат
Суа́т Серда́р (нем. Suat Serdar; род. 11 апреля 1997 или 1 апреля 1997, Бинген-на-Рейне, Рейнланд-Пфальц) — немецкий футболист турецкого происхождения, полузащитник клуба «Эллас Верона».

## Клубная карьера
В возрасте 11 лет на региональных соревнованиях привлёк внимание селекционеров «Майнца».
18 сентября 2015 года дебютировал в Бундеслиге, в поединке «Майнца» против «Хоффенхайма», выйдя на замену на 88-й минуте вместо Юнуса Маллы. К концу сезона 2015/16 стал регулярно попадать в основной состав. В общей сложности, за сезон провел 12 поединков.
Летом 2018 года перешёл в «Шальке 04», подписав контракт до 2022 года.
15 июня 2021 года Сердар подписал контракт сроком на пять лет с футбольным клубом «Герта». Впервые он появился на поле в матче Кубка Германии с клубом «Меппен», где его команда одержала победу.
22 августа 2023 года футболист отправился в аренду на один сезон в итальянский клуб «Эллас Верона».

## Международная карьера
С 2013 года привлекается в молодежные и юношеские сборные Германии.